# Agromyza
Agromyza is een geslacht van mineervliegen (Agromyzidae). De wetenschappelijke naam werd gepubliceerd in 1810 door Carl Fredrik Fallén, maar hij vermeldde er toen geen soortnamen bij. In 1823 beschreef hij het geslacht opnieuw, ditmaal samen met dertien soorten, Agromyza reptans als eerste.
Agromyza-soorten zijn kleine tot zeer kleine vliegen met korte antennes. De larven van de meeste soorten zijn bladmineerders die bladeren, stengels of halmen van diverse planten mineren. Dit kunnen ook landbouwgewassen zijn, waarbij ze economische schade kunnen toebrengen. Agromyza frontella bijvoorbeeld tast luzerne aan. De waardplant van Agromyza parvicornis is maïs en ofschoon een enkele larve slechts weinig schade aanricht, kunnen ze sporadisch in groten getale voorkomen en dan wel schadelijk zijn.

## Soorten
- A. abdita Papp, 2015
- A. abiens Zetterstedt, 1848
- A. albertensis Sehgal, 1968
- A. albipennis Meigen, 1830
- A. albitarsis Meigen, 1830
- A. alnibetulae Hendel, 1931
- A. alnivora Spencer, 1969
- A. alticeps Hendel, 1931
- A. alunulata (Hendel, 1931)
- A. ambigua Fallen, 1823
- A. ambrosivora Spencer, 1969
- A. anderssoni Spencer, 1976
- A. anthracina Meigen, 1830
- A. apfelbecki Strobl, 1902
- A. aprilina Malloch, 1915
- A. aristata Malloch, 1915
- A. baetica Griffiths, 1963
- A. bicaudata (Hendel, 1920)
- A. bicophaga Hering, 1925
- A. bispinata Spencer, 1969
- A. bohemani Spencer, 1976
- A. brevispinata Sehgal, 1971
- A. bromi Spencer, 1966
- A. brunnicosa Becker, 1908
- A. canadensis Malloch, 1913
- A. cinerascens Macquart, 1835
- A. conjuncta Spencer, 1966
- A. chillcotti Spencer, 1969
- A. demeijerei Hendel, 1920
- A. dipsaci Hendel, 1927
- A. distans Hendel, 1931
- A. diversa Johnson, 1922
- A. drepanura Hering, 1930
- A. erodii Hering, 1927
- A. erythrocephala: Wikkemineervlieg Hendel, 1920
- A. facilis Spencer, 1969
- A. felleri Hering, 1941
- A. ferruginosa van der Wulp, 1871
- A. filipendulae Spencer, 1976
- A. flaviceps Fallen, 1823
- A. flavipennis Hendel, 1920
- A. fragariae Malloch, 1913
- A. frontella (Rondani, 1875)
- A. frontosa (Becker, 1908)
- A. graminicola Hendel, 1931
- A. granadensis Spencer, 1972
- A. hardyi Spencer, 1986
- A. hendeli Griffiths, 1963
- A. hiemalis Becker, 1908
- A. hierroensis Spencer, 1957
- A. hockingi Spencer, 1969
- A. idaeiana Hardy, 1853
- A. igniceps Hendel, 1920
- A. intermittens (Becker, 1907)
- A. invaria Walker, 1858
- A. isolata Malloch, 1913
- A. johannae de Meijere, 1924
- A. kiefferi Tavares, 1901
- A. kincaidi Malloch, 1913
- A. kolobowai Hendel, 1931
- A. lapponica Hendel, 1931
- A. lathyri Hendel, 1923
- A. leechi Spencer, 1969
- A. lithospermi Spencer, 1963
- A. lucida Hendel, 1920
- A. luteifrons Strobl, 1906
- A. luteitarsis (Rondani, 1875)
- A. lyneborgi Spencer, 1976
- A. marionae Griffiths, 1963
- A. marmorensis Spencer, 1969
- A. masculina Sehgal, 1968
- A. masoni Spencer, 1969
- A. megalopsis Hering, 1933
- A. mobilis Meigen, 1830
- A. myosotidis Kaltenbach, 1864
- A. nana Meigen, 1830
- A. nevadensis Spencer, 1981
- A. nigrella (Rondani, 1875)
- A. nigrescens Hendel, 1920
- A. nigripes Meigen, 1830
- A. nigrociliata Hendel, 1931
- A. obscuritarsis (Rondani, 1875)
- A. oliverensis Spencer, 1969
- A. orobi Hendel, 1920
- A. oryzae (Manukata, 1910)
- A. pallidiseta Malloch, 1924
- A. parca Spencer, 1986
- A. parilis Spencer, 1986
- A. parvicornis Loew, 1869
- A. phragmitidis Hendel, 1922
- A. pittodes Hendel, 1931
- A. polygoni Hering, 1941
- A. potentillae (Kaltenbach, 1864)
- A. prespana Spencer, 1957
- A. proxima Spencer, 1969
- A. pseudoreptans Nowakowski, 1967
- A. pseudorufipes Nowakowski, 1964
- A. pudica Spencer, 1986
- A. pulla Meigen, 1830
- A. reptans Fallen, 1823
- A. riparia Van der Wulp, 1871
- A. rondensis Strobl, 1900
- A. rubi Brischke, 1881
- A. rufipes Meigen, 1830
- A. salicina Hendel, 1922
- A. schlingerella Spencer, 1981
- A. spenceri Griffiths, 1963
- A. spiraeoidearum Hering, 1957
- A. subnigripes Malloch, 1913
- A. sulfuriceps Strobl, 1898
- A. tacita Spencer, 1969
- A. trebinjensis Strobl, 1900
- A. tularensis Spencer, 1981
- A. utahensis Spencer, 1986
- A. valdorensis Spencer, 1969
- A. varicornis Strobl, 1900
- A. varifrons Coquillett, 1902
- A. viciae Kaltenbach, 1872
- A. vicifoliae Hering, 1932
- A. vockerothi Spencer, 1969
- A. woerzi Groschke, 1957